# فيرتوس بالاكانسترو بولونيا
فيرتوس بالاكانسترو بولونيا (بالإيطالية: Virtus Pallacanestro Bologna)‏ هو فريق كرة سلة إيطالي تأسس في 1871 يقع في بولونيا. يلعب في ليغا باسكيت الدرجة الأولى. فاز بليغا باسكيت الدرجة الأولى 15 مرة.

## معرض صور

## أبرز الاعبين
- مانو جينوبيلي
- أندرياس جلينياداكيس
- كيث لانجفورد
- أليساندرو أبيو
- ديفيد أندرسون
- أوغوستو بينيلي

## وصلات خارجية
- الموقع الرسمي